# Story of the Year
Story of the Year ist eine US-amerikanische Rockband mit Post-Hardcore Einflüssen aus St. Louis.

## Bandgeschichte
Die Geschichte beginnt im Jahre 1995, als die Bandmitglieder noch in unterschiedlichen lokalen Gruppierungen spielten:
- Dan Marsala und Ryan Phillips waren in einer Rap’n Roll Band namens 67 North
- Ryan Phillips spielte zu diesem Zeitpunkt auch bei Means Well zusammen mit dem zukünftigen Story of the Year - Mitglied Josh Wills
- bei der Band Locash waren Adam Russell und Ryan Phillips und gaben ihre Leistung zum Besten
- Phillip Sneed war damit beschäftigt, die Band Sound Advice zu gründen, welche später in Maybe Today umbenannt wurde.[1]

Story of the Year gründeten sich 1995 unter dem Namen Big Blue Monkey. Sie änderten den Namen nach einigen Besetzungswechseln aber im Jahr 2002 in Story of the Year, da schon eine Bluesband mit dem Namen Big Blue Monkey existierte.
Nachdem einige Demos und EPs aufgenommen worden waren, wurde die Band 2002 von Maverick Records entdeckt. Story of the Year spielte als Support für einige größere Bands (z. B. Linkin Park, P.O.D. und Hoobastank) und auf der Vans Warped Tour und veröffentlichte 2003 das Album Page Avenue, das sich weltweit äußerst gut verkaufte.
Bekanntheit erreichte die Band durch das Lied „And the Hero Will Drown“ aus dem Computerspiel Need for Speed: Underground, sowie durch die Auskopplungen „Anthem of Our Dying Day“ und „Until the Day I Die“ aus dem Album Page Avenue, die Platz 10 und 12 der „Modern Rock Tracks Charts“ von Billboard erreichten.
Im Oktober 2005 veröffentlichte die Band ihr zweites Studioalbum In the Wake of Determination, das aber nie an den Erfolg der Vorgängerplatte anknüpfen konnte. Single-Auskopplungen waren „We Don't Care Anymore“ (2005) und „Take Me Back“ (2006). Letzteres wurde in der Radio-Version „entschärft“, das heißt das Schreien am Ende des Songs wurde durch konventionellen Gesang ersetzt.
Im Herbst 2007 gab die Band das Ende ihrer Zusammenarbeit mit Maverick bekannt. Seitdem gehören sie zu Epitaph Records, die ihr am 18. April 2008 in Deutschland erschienenes Album The Black Swan vermarkten.
Im Februar 2010 veröffentlichte die Band ihr 4. Studioalbum mit dem Namen The Constant. Die Platte erreichte in den US Alternative Charts Platz 4.
Am 8. März 2013 gab die Band über Facebook bekannt, dass sie sich, anlässlich ihres 10-jährigen Bandjubiläums (als Story of the Year) wieder zusammen ins Studio begeben werden, um ihre erste CD Page Avenue als Akustikversion neu aufzunehmen. Dieses Album ist am 8. Oktober 2013 unter dem Titel Page Avenue – Ten Years and Counting bei iTunes, Amazon sowie in ihrem eigenen Merchandisingshop (limitierte Stückzahl) erschienen.
Am 30. September 2014 kündigte die Band auf ihrer Facebookseite an, dass der Bassist Adam Russel nicht mehr länger Teil der Band sei.
Story of the Year gab am 8. November 2016 über Facebook bekannt, dass sie an einem neuen Album arbeiten, sie jedoch die Unterstützung der Fans benötigen. Aus diesem Grund wurde eine Crowdfundingkampagne auf pledgemusic.com ins Leben gerufen über die das Album finanziert wurde.
Über die Pledgemusic.com gab die Band am 13. August 2017 bekannt, dass ihr neues Album Wolves heißen und ein sogenanntes Konzeptalbum sein wird. Außerdem gab man bekannt, dass mit Bang Bang in der darauffolgenden Woche am 18. August 2017 die erste Single aus diesem Album veröffentlicht wird.

## Diskographie

### EPs
- Three Days Broken (1998)
- Truth in Separation (1999)
- Story of the Year (2002)

### Studioalben
- Page Avenue (2003)
- In the Wake of Determination (2005)
- The Black Swan (2008)
- The Constant (2010)
- Ten Years and Counting (2013)
- Wolves (2017)

### Livealben
- Live in the Lou / Bassassins (2005, Live-Album)
- Our Time Is Now (2008, Live-Album)
- Live in the Lou Part 2 (2016, Live-Mitschnitt)

### Singles
Page Avenue
- Until the Day I Die (2003)
- Anthem of Our Dying Day (2004)
- Sidewalks (2004)

In the Wake of Determination
- We Don’t Care Anymore (2005)
- Take Me Back (2006)

The Black Swan
- Wake Up (2008)
- Message to the World (2008)
- The Antidote (2008)

The Constant
- I’m Alive (2010)
- To the Burial (2010)

Wolves
- Bang Bang (2017)

### Videoalben
- Live in the Lou / Bassassins (2005, US: Gold)

### Musikvideos
- Until the Day I Die (2003)
- Anthem of Our Dying Day (2004)
- Sidewalks (2004)
- We Don't Care Anymore (2005)
- Take Me Back (2006)
- Wake Up (2008)
- The Antidote (2008)
- Terrified (2009)
- I'm Alive (2010)
- Bang Bang (2017)

## Wissenswertes
Der kanadische Wrestler Christian benutzt den Song „Just Close Your Eyes“ von Story of the Year als Einlaufmusik. Der Song stammt im Original von der US-amerikanischen Rockband Waterproof Blonde und wurde von Story of the Year gecovert.
2011 coverten sie den Titel Breed von Nirvana für deren Tributealbum.